# Instituto de Investigación Médica de Enfermedades Infecciosas del Ejército de los Estados Unidos
El Instituto de Investigación Médica de Enfermedades Infecciosas del Ejército de los Estados Unidos (USAMRIID, /juːˈsæmrɪd/) es la principal institución e instalación del Ejército de los Estados Unidos para la investigación defensiva en contramedidas contra la guerra biológica. Está ubicado en Fort Detrick, Maryland, cerca de Washington D. C., y es un laboratorio subordinado del Comando de Investigación y Desarrollo Médico del Ejército de los Estados Unidos (USAMRDC), ubicado en la misma instalación.
La USAMRIID es el único laboratorio del Departamento de Defensa de los Estados Unidos equipado para investigar virus altamente peligrosos en un nivel de bioseguridad 4 con trajes de presión positiva para personal.
La USAMRIID emplea científicos militares y civiles, así como personal de apoyo altamente especializado, con un total de alrededor de 800 personas. En las décadas de 1950 y 1960, USAMRIID y su unidad predecesora fueron pioneros en instalaciones únicas de biocontención de última generación que continúa manteniendo y mejorando. Los investigadores de sus instalaciones colaboran frecuentemente con los Centros para el Control y la Prevención de Enfermedades, la Organización Mundial de la Salud y los principales centros biomédicos y académicos de todo el mundo.
La USAMRIID fue la primera bioinstalación de su tipo en investigar la cepa Ames del ántrax, determinada mediante análisis genético como la bacteria utilizada en los ataques con carbunco de 2001.

## Misión
La declaración de misión de USAMRIID de 1983 ordenó que el Instituto:

Desarrolla estrategias, productos, información, procedimientos y capacitación para la defensa médica contra agentes de guerra biológica y agentes infecciosos de origen natural de importancia militar que requieren contención especial.

La declaración de misión actual de USAMRIID es:

Para proteger al Combatiente de amenazas biológicas y estar preparado para investigar brotes de enfermedades o amenazas a la salud pública.

### Estatus legal nacional e internacional
Por directiva del Departamento de Defensa de los EE. UU. (DoD), así como por orientación adicional del Ejército de los EE. UU., USAMRIID realiza su investigación de "defensa médica con agentes biológicos" en apoyo de las necesidades de los tres servicios militares. Esta misión, y todo el trabajo realizado en USAMRIID, deben permanecer dentro del espíritu y la letra tanto de la Orden Ejecutiva del Presidente Richard Nixon de 1969 y 1970 renunciando al uso de armas biológicas y toxínicas, como de la Convención de las Naciones Unidas sobre Armas Biológicas de 1972.

## Historia

### Inicios
USAMRIID remonta su linaje institucional a principios de la década de 1950, cuando el teniente Coronel Abram Salmon Benenson fue nombrado oficial de enlace médico de los Laboratorios de Guerra Biológica (BWL) del Ejército de los Estados Unidos en Camp (posteriormente Fort) Detrick para supervisar los problemas defensivos biomédicos. Poco después, se firmó un acuerdo conjunto y el Cuerpo Químico del Ejército de los Estados Unidos y el Departamento Médico del Ejército de los Estados Unidos llevaron a cabo estudios sobre defensa médica contra armas biológicas en cooperación. Estos primeros días vieron los inicios del programa de voluntariado médico conocido como" Proyecto Whitecoat " (1954-1973). El predecesor de USAMRIID, la Unidad Médica del Ejército (AMU), comenzó a operar en 1956 bajo el mando del Coronel William D. Tigertt. (Una de las primeras responsabilidades de la AMU fue supervisar todos los aspectos del Proyecto CD-22, la exposición de voluntarios a aerosoles que contenían una cepa altamente patógena de " Coxiella burnetii", el causante de la fiebre Q.)
En 1961, el Coronel Dan Crozier asumió el mando de la AMU. Los principios modernos de bioseguridad y biocontención fueron pioneros en Fort Detrick a lo largo de la década de 1960 por varios científicos dirigidos por Arnold G. Wedum. Crozier supervisó la planificación y construcción del actual edificio de oficinas y laboratorios USAMRIID (Edificio 1425) y sus suites avanzadas de biocontención, que formalmente se conocen como "El Edificio Crozier". La inauguración se produjo en 1967 (el personal se mudó durante 1971 y 1972). En 1969, la BWL se disolvió formalmente y el Instituto sufrió un cambio de nombre formal de AMU a " Instituto de Investigación Médica de Enfermedades Infecciosas del Ejército de EE.UU.". La misión del instituto realmente no cambió y recibió fondos adicionales y autorizaciones de personal para contratar científicos biomédicos y de laboratorio que estaban perdiendo sus trabajos como resultado de la terminación de los estudios ofensivos de armas biológicas de los Estados Unidos.

### Década de 1970
A fines de la década de 1970, además del trabajo sobre "Coxiella burnetii" y otras rickettsias, las prioridades de investigación se habían ampliado para incluir el desarrollo de vacunas y terapias contra la fiebre hemorrágica argentina, la fiebre hemorrágica coreana y la fiebre hemorrágica boliviana, la fiebre de Lassa y otras enfermedades exóticas que podrían representar amenazas potenciales para la BW. En 1978, el Instituto ayudó con los esfuerzos humanitarios en Egipto cuando ocurrió allí por primera vez un brote severo de fiebre del Valle del Rift (FRV). La epidemia causó miles de casos humanos y la muerte de grandes cantidades de ganado. Los diagnósticos, junto con gran parte del inventario de vacunas RVF del instituto, se enviaron para ayudar a controlar el brote. En este momento, el Instituto adquirió aisladores humanos de plástico de contención BSL-4 fijos y transportables para la atención hospitalaria y el transporte seguro de pacientes que padecen infecciones exóticas altamente contagiosas y potencialmente letales. En 1978, estableció un Equipo de Aislamiento Aeromédico (AIT), un equipo de respuesta rápida militar de médicos, enfermeras y médicos, con capacidad de transporte aéreo mundial, diseñado para evacuar y manejar de manera segura a los pacientes contagiosos en condiciones BSL - 4. Se firmó un acuerdo formal con los Centros para el Control de Enfermedades (CDC) en este momento estipulando que USAMRIID albergaría y trataría infecciones altamente contagiosas en el personal de laboratorio en caso de que ocurriera alguna. (Después de desplegarse en solo cuatro misiones del "mundo real" en 32 años, el AIT finalmente fue dado de baja en 2010.)

### década de 1980
La década de 1980 vio el establecimiento de un nuevo programa para mejorar la vacuna contra el ántrax existente y desarrollar nueva información sobre la fisiopatología de la enfermedad del ántrax como arma. Esto se produjo en respuesta a la fuga de ántrax de Sverdlovsk de 1979. La opinión médica profesional difirió en este período en cuanto a qué constituía exactamente un agente potencial de BW. Un ejemplo de ello fue el establecimiento en 1980 de un nuevo programa centrado en la enfermedad del legionario a instancias de algunas autoridades médicas. Casi un año después, un panel de expertos decidió que este organismo no tenía potencial como agente de armas biológicas y el programa se suspendió. De mayor longevidad fueron los nuevos programas de investigación iniciados en este momento para estudiar las toxinas fúngicas tricotecenas, las toxinas marinas y otras toxinas de pequeño peso molecular de origen microbiano.
A principios de la década de 1980 también se desarrolló en USAMRIID nuevos métodos de diagnóstico para varios organismos patógenos, como la tecnología ELISA y el uso extensivo de anticuerpos monoclonales. El mismo año se introdujo un nuevo curso, "Defensa Médica contra Agentes Biológicos", diseñado para familiarizar a los médicos militares, enfermeras y otro personal médico con los problemas especiales que potencialmente plantea el manejo médico de los casos de BW. Este curso, con algunos cambios de formato, continuó hasta el siglo XXI como el "Curso de Manejo Médico de Bajas Químicas y Biológicas" (MCBC), aún realizado conjuntamente por USAMRIID y el Instituto de Investigación Médica de Defensa Química del Ejército de Estados Unidos (USAMRICD).
En 1985, el General Maxwell R. Thurman, entonces Subjefe del Estado Mayor del Ejército, revisó la amenaza que representaban las armas biológicas para los miembros del servicio estadounidense. Thurman estaba particularmente preocupado por la aplicación de la tecnología de ingeniería genética para alterar los microorganismos convencionales y su revisión resultó en un plan quinquenal de expansión para la investigación de medidas defensivas médicas en USAMRIID. El presupuesto interno de 1985 de 34 millones de dólares estadounidenses se expandiría a 45 millones el próximo año y finalmente estaba programado para alcanzar los 93,2 millones en 1989. (La necesidad de un sistema de detección física para identificar un aerosol de agente infeccioso se hizo evidente en este momento. La falta de un sistema tan confiable aún representa una de las principales dificultades técnicas en el campo.) Sin embargo, dentro de dos años, se hizo evidente que este programa de expansión no se materializaría. Nunca se construyó un nuevo laboratorio de toxinas propuesto. El Ejército había sufrido varios recortes presupuestarios y estos afectaron la financiación del instituto.
Para 1988, USAMRIID comenzó a ser objeto de un estrecho escrutinio por parte de varios comités del Congreso. El Subcomité de Supervisión de la Gestión Gubernamental, la Fuerza Laboral Federal y el Distrito de Columbia del Senado Subcomité de Supervisión de la Gestión Gubernamental, presidido por el senador Carl Levin, emitió un informe bastante crítico en la gestión del Departamento de Defensa de los problemas de seguridad biológica en los programas CBW. El Senador John Glenn, presidente del Comité de Asuntos Gubernamentales solicitó a la Oficina de Contabilidad Gubernamental (GAO) que investigara la validez del Programa de Investigación de Defensa Biológica del Departamento de Defensa. La GAO emitió un informe crítico que concluía que el Ejército gastó fondos en esfuerzos de I + D que no abordaron las amenazas validadas de armas biológicas y pueden haber duplicado los esfuerzos de investigación de los Centros para el Control de Enfermedades y los Institutos Nacionales de Salud.
Mientras investigaba un brote de fiebre hemorrágica de los simios (SHF) en 1989, el microscopista electrónico de USAMRIID Thomas Geisbert descubrió filoviruses similares en apariencia al Ébola en muestras de tejido tomadas de un macaco cangrejero importado de Filipinas a los Hazleton Laboratories en Reston, Virginia. El papel de USAMRIID en este " brote de ebola Reston" se convirtió en el foco del libro más vendido de Richard Preston de 1995 " La zona caliente".

### Década de 1990
Durante el período del Escudo del Desierto y la Tormenta del Desierto (1990-91), USAMRIID brindó al Departamento de Defensa asesoramiento experto y productos (vacunas y medicamentos) para garantizar una respuesta médica efectiva si se requería una defensa médica. Los científicos de USAMRIID entrenaron y equiparon a seis equipos especiales de laboratorio para la identificación rápida de posibles agentes de armas biológicas, que afortunadamente nunca aparecieron. Tras el conflicto, los médicos e ingenieros de USAMRIID fueron miembros clave de un Equipo de Inspección de la Comisión Especial de las Naciones Unidas (UNSCOM) que evaluó las capacidades de armas biológicas en Irak durante la década de 1990.

### Década de 2000
A finales de 2001, USAMRIID se convirtió en el laboratorio de referencia del FBI para pruebas forenses relacionadas con el incidente de bioterrorismo conocido como "Amerithrax" en el que se enviaron cartas cargadas de ántrax a través del Servicio Postal de los Estados Unidos, matando a 5 personas y enfermando a otras 17. La respuesta de USAMRIID al interactuar con el FBI, el Departamento de Salud y Servicios Humanos de los Estados Unidos, el Departamento de Justicia de los Estados Unidos, la CIA y la Casa Blanca se detalla en el libro de Richard Preston de 2002 "El demonio en el congelador".
Una inspección realizada por el USAMRMC, realizada siete meses después de los incidentes de Amerithrax, descubrió que la Suite B-3 en el Edificio 1425 del Instituto no solo estaba contaminada con ántrax en tres lugares, sino que las bacterias habían escapado de áreas seguras del edificio a aquellas que estaban desprotegidas. El informe decía que "los procedimientos de seguridad en las instalaciones y en los laboratorios individuales eran laxos y no estaban debidamente documentados; que la supervisión de la seguridad a veces la realizaba personal subalterno con capacitación inadecuada o instrumentos de inspección; y que las exposiciones de bacterias peligrosas en el laboratorio, incluido el ántrax, no se habían informado adecuadamente."
En agosto de 2008, un científico de USAMRIID, el Dr. Bruce Ivins, fue identificado como el único culpable de Amerithrax por el FBI. Ivins supuestamente había expresado pensamientos homicidas y exhibido inestabilidad mental antes y después de que ocurrieran los ataques. Había mantenido su autorización de seguridad en el instituto y retenido el acceso a sustancias peligrosas hasta mediados de julio de 2008, al final de cuyo mes se suicidó. También en agosto de 2008, el Secretario del Ejército de los Estados Unidos Pete Geren ordenó la creación de un equipo de expertos médicos y militares para revisar las medidas de seguridad en el instituto. El equipo está encabezado por un general de dos estrellas, e incluirá representantes del USAMRMC, el Cirujano General del Ejército y las operaciones del Ejército. Los representantes de la Cámara de Representantes de los Estados Unidos John D. Dingell y Bart Stupak declararon que liderarán las investigaciones sobre seguridad en el Instituto como parte de una revisión de todos los laboratorios de biodefensa del país.

### Década de 2010
Las políticas de seguridad cambiaron en USAMRIID luego de un incidente en marzo de 2010. Un joven microbiólogo quedó atrapado en la porción de congelador -30 de ' Little Alaska.'Debido a la naturaleza corroída de la puerta del congelador, la mujer quedó atrapada en condiciones potencialmente mortales durante más de 40 minutos. Finalmente fue recuperada y el incidente fue etiquetado como un cuasi accidente. USAMRIID instituyó una 'política de congeladores para 2 personas' obligatoria y trabajó para mantener tanto la calidad de la puerta como la seguridad en el área circundante a un nivel más alto.
La primera piedra se produjo en agosto de 2009 para una nueva instalación de última generación, 835 pies cuadrados (77,6 m²) en Ft Detrick para USAMRIID. El edificio, que está siendo construido por Manhattan Torcon Joint Venture bajo la supervisión del Cuerpo de Ingenieros del Ejército de los EE. UU., está proyectado para su finalización y ocupación parcial para 2015 o '16 y ocupación total para 2017. Este retraso en la entrega del proyecto se debe en parte a un incendio dentro del área del laboratorio BSL4.
En agosto de 2019, toda la investigación en USAMRIID quedó en suspenso indefinidamente después de que los Centros para el Control y la Prevención de Enfermedades citaran a la organización por no cumplir con los estándares de bioseguridad.  En noviembre de 2019, se reanudó la investigación limitada después de la infraestructura, el entrenamiento, se habían mejorado las normas de cumplimiento y bioseguridad.

## Lista de comandantes de la USAMRIID
| COL Dan Crozier, MD                    | 1969 | 1973     |
| Brig. Gen. Kenneth R. Dirks            | 1973 |          |
| COL Joseph F. Metzger                  | 1973 | 1977     |
| COL Richard F. Barquist, MD            | 1977 | 1983     |
| COL David L. Huxsoll, DVM, PhD         | 1983 | 1990     |
| COL Charles L. Bailey, PhD             | 1990 |          |
| COL Ronald G. Williams                 | 1990 | 1992     |
| COL Ernest T. Takafuji, MD, MPH        | 1992 | 1995     |
| COL David R. Franz, DVM                | 1995 | 1998     |
| COL Gerald W. Parker, DVM, PhD, MS     | 1998 | 2000     |
| COL Edward M. Eitzen Jr, MD, MPH       | 2000 | 2002     |
| COL Erik A. Henchal, PhD               | 2002 | 2005     |
| COL George W. Korch, PhD               | 2005 | 2008     |
| COL John P. Skvorak, DVM, PhD          | 2008 | 2011     |
| COL Bernard L. DeKoning, MD, FAAFP     | 2011 | 2013     |
| COL Erin P. Edgar, MD                  | 2013 | 2015     |
| COL Thomas S. Bundt, MA, MHA, MBA, PhD | 2015 | 2017     |
| COL Gary A. Wheeler                    | 2017 | 2019     |
| COL E. Darrin Cox                      | 2019 | 2021     |
| COL Constance L. Jenkins               | 2021 | 2023     |
| COL Aaron C. Pitney                    | 2023 | presente |

## Científicos destacados de la USAMRIID
- C. J. Peters, médico y virólogo, conocido por el libro Zona caliente
- Ayaad Assaad, microbiólogo y toxicólogo
- Lisa Hensley, microbióloga; experta en ébola y viruela
- William C. Patrick III, microbiólogo, ex ingeniero de armas biológicas e inspector de la UNSCOM
- Richard O. Spertzel, microbiólogo, veterinario e inspector de la UNSCOM
- Steven Hatfill, médico, patólogo y ex sospechoso del Amerithrax
- Bruce Edwards Ivins, microbiólogo y vacunólogo; identificado por el FBI como el culpable de Amerithrax
- Philip M. Zack, microbiólogo
- Peter Jahrling, virólogo que estudió la viruela y el ébola

## Cursos periódicos de capacitación de la USAMRIID
- Manejo Médico de Bajas Biológicas (MMBC)
- Gestión de Campo de Bajas Biológicas (FCBC)
- Gestión hospitalaria - Defensa Nuclear, Radiológica, Biológica y Química (HM-CBRNE)
- Identificación de Campo de Agentes Amenazantes de Guerra Biológica (FIBWA)
- Identificación de Agentes Biológicos y Entrenamiento contra el Terrorismo (BAIT)